# Godekere, Chiknayakanhalli
Godekere là một làng thuộc tehsil Chiknayakanhalli, huyện Tumkur, bang Karnataka, Ấn Độ.